# Stazione di Meuse TGV
La stazione di Meuse TGV è una stazione ferroviaria aperta nel giugno 2007 sulla LGV Est européenne, la linea del TGV Est.
È situata nel comune di Trois-Domaines, dipartimento della Meuse, nell'est della Francia. Situata a Trois-Domaines, a metà strada fra Verdun e Bar-le-Duc sulla RD1916 - Voie Sacrée (ex-RN35), la stazione è affiancata da un parcheggio di 50 posti.

## Strutture e impianti

### Architettura
Seguendo le istruzioni del Consiglio generale della Meuse, la stazione è stata realizzata con legno locale. L'edificio ha una superficie totale di 310 m².

## Movimento
Ogni giorno, 3 TGV verso ovest e altrettanti verso est fanno sosta a Meuse TGV. La stazione è direttamente collegata con Parigi Est, Metz/Nancy, Strasburgo (Lorraine TGV), Bordeaux (Marne-la-Vallée e Massy TGV).